# 1992年夏季残疾人奥林匹克运动会巴拿马代表团
1992年夏季残疾人奥林匹克运动会巴拿马代表团是巴拿马派出的1992年夏季残疾人奥林匹克运动会代表团。获得1枚金牌和2枚银牌。